# Statistisches Reichsamt
Das Statistische Reichsamt (StRA) in Berlin entstand am 18. November 1918 aus dem 1872 gegründeten „Kaiserlichen Statistischen Amt“.

## Geschichte
Nach dem Ende des Ersten Weltkriegs 1918 nahm das neubenannte Amt, unterstellt dem Reichswirtschaftsministerium, seine Arbeit auf. Es hieß zunächst Statistische Zentralkommission und wurde im Dezember in Statistisches Reichsamt umbenannt. In den Jahren der Hyperinflation (1920–1923) wurde die kurzfristige Preis- und Lohnstatistik stark ausgebaut. Nachdem eine einheitliche Reichsfinanzverwaltung geschaffen worden war, wurde eine umfangreiche Statistik der öffentlichen Finanzen aller Gebietskörperschaften aufgebaut und die Steuerstatistik erweitert. In Zusammenhang mit den Reparationsverhandlungen wurde die Volkseinkommensrechnung entwickelt. Großes Gewicht bekam auch die Auslandsstatistik.
Die Behörde ermittelte von 1922 bis 1943 den Aktienindex des Statistischen Reichsamtes.
Nach dem Zweiten Weltkrieg wurde am 21. Januar 1948 das „Statistische Amt des Vereinigten Wirtschaftsgebietes“ in der Bizone gegründet und nach der Gründung der Bundesrepublik Deutschland am 1. April 1950 durch das Statistische Bundesamt ersetzt.

## Aufgaben
Die Aufgaben des Statistischen Reichsamtes waren unter anderem die Beobachtung der:
- Bevölkerungsstatistik
- Landwirtschaftsstatistik
- Verkehrsstatistik
- Bautätigkeitsstatistik
- Industrielle Produktionsstatistik

## Behördenleitung (Präsidenten)
- 1918–1923: Ernst Delbrück (ab 1912 Präsident des Kaiserlichen Statistischen Amtes)
- 1923–1933: Ernst Wagemann
- 1933–1940: Wolfgang Reichardt
- 1940–1945: Curt Godlewski